# Nemi (municipi)
Nemi és un comune (municipi) de la ciutat metropolitana de Roma, a la regió italiana del Laci, al massís Albà, amb vistes al llac de Nemi, un llac de cràter volcànic. Està situat a 6 km al nord-oest de Velletri i a uns 30 km al sud-est de Roma. L'1 de gener de 2018 tenia 1.907 habitants.
Nemi limita amb els següents municipis: Arícia, Genzano di Roma, Rocca di Papa i Velletri.

## Història
El nom del poble deriva del llatí nemus. A l'antiguitat, la zona no tenia cap ciutat, però el bosc va ser el lloc d'un dels cultes i temples romans més famosos: el Temple de Diana Nemorensis, un estudi del qual va servir de llavor per al treball fonamental sobre l'antropologia de la religió "La Branca Daurada" (The Golden Bough) de Sir James Frazer.
L'any 1514, Marcantonio I Colonna va lliurar a Nemi el "Statuti e Capituli del Castello di Nemi", el primer estatut de la ciutat amb normes i reglaments a observar.

## Llocs d'interès

### Vaixells de Nemi
Possiblement en relació amb el culte de Diana Nemorensis, l'emperador Caligula va construir diverses barcasses de luxe molt grans i costoses per al seu ús al llac. Un vaixell era un santuari dedicat a les cerimònies de culte al déu egipci Isis o a la deessa Diana, dissenyat per ser remolcat, i l'altre era un vaixell de plaer, amb edificis. Després de la caiguda de Calígula, els vaixells van ser enfonsats.
Els vaixells van ser redescoberts durant el Renaixement, quan es diu que l'arquitecte Leon Battista Alberti va intentar aixecar els vaixells amb barrils flotants, tot i que sense èxit.
Els vaixells es van recuperar finalment de 1929 a 1932 sota les ordres de Benito Mussolini. Van quedar exposats baixant el nivell del llac mitjançant canals subterranis excavats pels antics romans. L'excavació va ser dirigida per Guido Ucelli. Van ser destruïts per un incendi el 31 de maig de 1944, o bé per les forces alemanyes derrotades quan es retiraven d'Itàlia al final de la Segona Guerra Mundial o bé, accidentalment, per ocupants que es refugiaven a l'edifici del museu. Les restes de les excavacions i les rèpliques es mostren ara al Museu Nacional Romà del Palazzo Massimo de Roma. Els cascos de les naus sobreviuen avui al Museo delle Navi Romane, a Nemi.

### Altres llocs d'interès
- Diverses esglésies (des de l'època medieval fins al segle xviii).
- Palazzo Ruspoli, que domina tant la ciutat com el paisatge, el nucli del qual data del segle x.